# ویختکی ماوه
ویختکی ماوه (به لاتین: Wiechetki Małe) یک روستا در لهستان است که در گمینا بیلانه واقع شده‌است.